# Narses (koning)
Narses was van 293-301 koning van het Sassanidische Rijk.

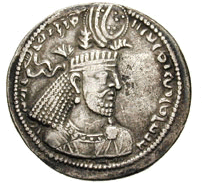
Narses

Narses was de jongste zoon van Shapur I. Met steun van de adel en vermoedelijk de zoroastrische opperpriester Kartir, stootte hij Bahram III van de troon.
Net zoals zijn vader nam hij de strijd op tegen het Romeinse Rijk over het bezit van het Koninkrijk Armenië. Hij verjoeg koning Tiridates IV van Armenië, een vazal van de Romeinen. Daarna was het de beurt van Syrië. Diocletianus zag de Romeinse greep op het oosten verzwakken en stuurde zijn schoonzoon Maximianus Galerius om de situatie te stabiliseren. In 296 versloeg hij Galerius in de Slag bij Carrhae, dezelfde plaats waar Crassus verslagen was en opnieuw bleek de Perzische zware ruiterij, de Saravan de Romeinen de baas. Galerius veranderde daarna van tactiek en trachtte in 298 het strijdperk te verleggen van de vlakte naar de bergen van Armenië. Daar bleek zijn leger duidelijk in het voordeel en hij bracht Narses in de Slag bij Satala een zware klap toe. De Perzische koning was gedwongen de Vrede van Nisibis (299) te aanvaarden. Dit kwam zijn aanzien in het rijk niet ten goede en de laatste jaren van zijn regering gistte het in zijn rijk. In 301 trad hij ontgoocheld af ten gunste van zijn zoon Hormuz II. Een jaar later stierf hij.